# Ejército de Liberación Nacional (Kolumbien)
Das Ejército de Liberación Nacional (ELN, deutsch Nationale Befreiungsarmee) ist eine marxistisch orientierte Guerilla-Bewegung in Kolumbien. In Bolivien existierte eine Guerillagruppe mit dem gleichen Namen.

## Geschichte
Die ELN wurde 1964 von Fabio Vasquez Castaño gegründet und gehört somit zu den ältesten noch aktiven Guerillaorganisationen Lateinamerikas. Die Gruppe rekrutiert sich vor allem aus dem urbanen und intellektuellen Milieu und soll etwa 3000 Kämpfer unter Waffen haben. Die ELN soll über keine straffe Kommandostruktur verfügen.
Sie orientierte sich anfangs an den Schriften Che Guevaras, insbesondere an der Theorie des Fokismus, d. h. des zunächst lokal begrenzten Aufstandes, der sich letztendlich als flächendeckende Revolution ausweiten soll. 1963 begann eine 16-köpfige Gruppe um den Studenten Fabio Vázquez Castaño im Departamento Santander mit den Vorbereitungen zur Gründung eines kolumbianischen Guerilla-Fokus. Sie machte sich mit dem Terrain vertraut, organisierte die Logistik und knüpfte Kontakte zu den Veteranen der Violencia, vor allem zu den aus der Region stammenden Guerilleros Rafael Rangels, der 1948 den Volksaufstand in Barrancabermeja geleitet hatte und nach seinem Rückzug in die Berge 1950 dort liberal beeinflusste Guerillagruppen gegründet hatte, die im Gebiet zwischen dem Magdalena-Strom und der venezolanischen Grenze aktiv waren. Sechs Monate nach der Gründung der ELN besetzte eine jeweils zur Hälfte aus Bauern und Studenten bestehende erste bewaffnete Gruppe im Januar 1965 die Stadt Simacota.
Der ELN gelang es, sich in der Tradition der Bauernrevolten zu verankern. Ende der 1960er Jahre trat ein beträchtlicher Teil der kolumbianischen Befreiungstheologen, darunter Camilo Torres, in die ELN ein.
1973 erlitt die ELN bei Anorí (Dep. Antioquia) eine einschneidende militärische Niederlage und wurde fast völlig zerschlagen. An die 200 Guerilleros kamen ums Leben, nur wenige Dutzend überlebten, darunter auch der spätere ELN-Kommandant Manuel Pérez Martínez. 1978 setzte, nicht zuletzt unter dem Eindruck der einschneidenden militärischen Niederlage von 1973, ein Umdenken ein: die ELN führte erstmals das Recht auf freie Meinungsäußerung ein (vorher wurden interne Debatten durch das Erschießen von Abweichlern unterbunden), Entscheidungsgremien wurden demokratisiert, Fabio Vazquez wurde aufgrund seines autoritären Führungsstiles ausgeschlossen. So gelang es der Organisation, sich zu regenerieren und sie wuchs innerhalb von neun Jahren explosionsartig von drei auf über dreißig Fronten an. Die Verantwortlichen der Organisation, Manuel Pérez Martínez und sein Nachfolger Nicolás Rodríguez Bautista, trugen in hohem Maße dazu bei, dass man nicht zum autoritären Stil der 1970er Jahre zurückkehrte. Zudem wurde unter Einfluss der Theorien Gramscis das Konzept des Poder Popular, der Volksmacht, entwickelt. Dieses begreift die Guerilla nicht mehr als Avantgarde und damit als Ausgangspunkt aller gesellschaftlichen Veränderungen, sondern räumt sozialen Bewegungen allgemein einen entscheidenden Anteil an diesen Veränderungen ein. Konkret wurden Selbstverwaltungsstrukturen in Gemeinden, Betrieben etc. von der ELN unterstützt.
Nach ihrer Reorganisierung konnte die ELN in den Landstrichen zwischen Karibikküste, venezolanischer Grenze und nördlicher Cordillera Central immer mehr Gebiete unter ihre Kontrolle bringen, so dass die Ausübung staatlicher Gewalt dort kaum noch möglich war. Sie installierte ein eigenes Verwaltungssystem, erhob Steuern und intervenierte im Konflikt zwischen Großgrundbesitzern und Kleinbauern. Die meisten ELN-Gliederungen engagierten sich in einer Vielzahl örtlicher Hilfsprojekte und bauten die Sozialfürsorge für die ländliche Bevölkerung als nichtmilitärisches Projekt der Guerilla aus. Die Hauptforderung der ELN bestand seit Beginn der 1980er Jahre in einer Nationalisierung der Bodenschätze. Die Rebellen gingen gegen multinationale Konzerne vor und verübten Sabotageanschläge auf Erdöl-Pipelines. Die Haupteinnahmen der Gruppierung bildeten Schutz- und Lösegelder aus Erpressungen und Entführungen. Die Besteuerung des Kokaanbaus lehnte die ELN jederzeit ab. Im Gegensatz zu den vorrangig in den südlichen Landesteilen operierenden FARC verbot die ELN mehrmals die Aussaat.
Anfang 1996 schlug die ELN die Einberufung einer Nationalkonvention vor, auf der die verschiedenen gesellschaftlichen Gruppen Konzepte zur Veränderung der kolumbianischen Gesellschaft erarbeiten sollten. Unter Schirmherrschaft der deutschen Bischofskonferenz fand im Juni 1998 im bayerischen Kloster Himmelspforten ein Treffen zwischen ELN und führenden Persönlichkeiten des öffentlichen Lebens aus Kolumbien statt. Man vereinbarte, eine Nationalkonvention unter Beteiligung aller gesellschaftlichen Gruppen durchzuführen – von Viehzüchtern und Industriellen einerseits bis hin zu Indígena-Verbänden, Studentengruppen und Gewerkschaften andererseits. Das Vorhaben scheiterte aber an der Weigerung des kolumbianischen Staates der Forderung der ELN nach einer demilitarisierten Zone zuzustimmen, um dort die geplante Nationale Versammlung abhalten zu können.
Im November 2001 begannen Sondierungsgespräche zwischen ELN-Führern und Regierungsunterhändlern in Kuba, wurden aber nach dem Wahlsieg Álvaro Uribes im Mai 2002 beendet.
Während der Regierungszeit von Álvaro Uribe Vélez gerieten die beiden Rebellengruppen FARC und ELN stark in die Defensive. Die Regierung investierte beträchtliche Haushaltssummen in die personelle Verstärkung von Polizei und Streitkräfte Kolumbiens und verabschiedete ein Gesetz, das Militärkommandanten in umkämpften Gebieten eine weitreichende Aufhebung von Grundrechten gestattete und beispielsweise Verhaftungen ohne richterliche Anordnung ermöglichte. Gemeinsam mit den USA wurde im Jahr 2002 der Plan Colombia verabschiedet und im Jahre 2004 durch den Plan Patriota ersetzt. Durch die damit verbundene Militärhilfe der USA und die stärkere Bekämpfung der Guerilla wurde das ELN weiter in die Defensive gedrängt, die Zahl der aktiven Kämpfer sank von 5000 Mitte der 1990er Jahre auf wohl zwischen 2000 und 3000.
Im Oktober 2006 begannen Friedensverhandlungen in der kubanischen Hauptstadt Havanna unter Führung des zuständigen Regierungsunterhändlers Luis Carlos Restrepo sowie des militärischen Kommandeurs der ELN, Erlington de Jesús Chamorro alias Antonio García. Sie wurden von Vertretern Spaniens, Norwegens und der Schweiz begleitet. Ende des Jahres 2007 wurden die Friedensverhandlungen ausgesetzt.
Führer der ELN von 1982 bis zu seinem Tod 1998 war der aus Spanien stammende exkommunizierte Priester Manuel Pérez Martínez.

## Gegenwart
Die Europäische Union hat die ELN auf die Liste der Terrororganisationen gesetzt.
Nachdem der ELN im Dezember 2006 seitens der FARC der Krieg erklärt worden war und es zu kriegerischen Auseinandersetzungen zwischen den beiden Gruppierungen gekommen war, gab die ELN im Dezember 2009 bekannt, dass sie sich mit den FARC geeinigt haben, die zwischen den beiden Organisationen bestehenden Feindseligkeiten zu beenden und Schritte zur Vereinigung der beiden Organisationen zu unternehmen.
2012 gab die ELN bekannt, dass sie Friedensgespräche mit der Regierung führen möchte. Nach eigenen Angaben wolle sie vorerst mit den Terroranschlägen aufhören.
Anfang Februar 2013 gab die ELN bekannt, zwei deutsche Bundesbürger entführt zu haben. Nach eigenen Angaben handele es sich dabei um „Geheimagenten“, da sie ihren Aufenthalt in der Region Catatumbo nicht weiter hätten begründen können. Deutsche und kolumbianische Behörden bestätigten die Entführung zuerst nicht, wollten der Verlautbarung allerdings nachgehen. Am 8. März 2013 endete die Entführung, beide deutsche Rentner im Alter von 69 und 72 Jahren wurden dem Roten Kreuz übergeben. Die ELN hatte die Weltreisenden für Spione gehalten.
Ende 2013 begannen in Ecuador und Brasilien geheime Verhandlungen zwischen der kolumbianischen Regierung und der ELN, in denen die Grundlage für offizielle Friedensverhandlungen nach dem Vorbild der Verhandlungen zwischen der Regierung und den FARC gelegt werden sollte. Am 10. Juni 2014 verkündete Präsident Juan Manuel Santos das Übereinkommen zwischen der Regierung und der ELN über die baldige Aufnahme von Friedensverhandlungen. Während am 22. Juni 2016 ein endgültiger Waffenstillstand mit der FARC vereinbart wurde, gilt die ELN als Hindernis für die Friedensbemühungen in Kolumbien. Zwar kam es im März zu geheimen Friedensverhandlungen zwischen der Regierung und der ELN, allerdings forderte der Präsident Juan Manuel Santos als Voraussetzung für echte Verhandlungen die Freilassung aller Geiseln.
Nachdem am 2. Februar 2017 eine der letzten Geiseln der ELN freigelassen worden war, begannen am 7. Februar 2017 in der ecuadorianischen Hauptstadt Quito Gespräche zwischen der Regierung und der ELN mit dem Ziel der Entwaffnung. Am 4. September 2017 gaben Santos sowie Vertreter der ELN bekannt, dass sich beide Seiten in Ecuador auf eine Waffenruhe verständigt hätten. Sie soll am 1. Oktober 2017 in Kraft treten und ist zunächst bis zum 12. Januar 2018 befristet. Die ELN sagte zu, keine Angriffe gegen Zivilisten, Entführungen und Anschläge auf Pipelines mehr durchzuführen. Insgesamt fünf Runden Verhandlungen gab es von Februar 2017 bis 2018, allerdings wurde die Runde Anfang 2018 wegen eines Sprengstoffanschlags ausgesetzt. Zu einem weiteren Sprengstoffanschlag am 27. Januar 2018 bekannte sich die ELN selber und die Gespräche wurden auf unbestimmte Zeit ausgesetzt.
Anfang August 2018 war eine Waffenruhe nicht erreicht worden, doch die Delegationen in Havanna sprachen von „intensiver Arbeit an einem neuen Waffenstillstand“. Mitte August war der Amtsantritt des neuen Präsidenten Duque, was die Gespräche im Vergleich zum Vorgänger wohl schwieriger gestalten dürfte.
Am 17. Januar 2019 kamen bei einem weiteren vermutlich von der ELN verübten Anschlag auf die Polizeischule General Santander im Süden der Hauptstadt Bogotá mindestens 21 Menschen ums Leben. Ein mit Sprengstoff beladenes Auto wurde auf das Gelände der Schule gefahren und dort sofort zur Explosion gebracht. Präsident Duque brach daraufhin erneut alle Gespräche mit der ELN ab. Der Attentäter soll Mitglied der Guerillaorganisation ELN sein. Kolumbien verlangte von Havanna daraufhin die Auslieferung der Verhandlungsdelegation der ELN, welche sich in Kuba befand. Im Zuge der COVID-19-Pandemie kündigte die ELN eine vorübergehende Waffenruhe an. Vorausgegangen war ein Aufruf des UN-Generalsekretärs António Guterres an alle Konfliktparteien weltweit.
In Verhandlungen wurde im Sommer 2023 eine Vereinbarung getroffen und der kolumbianische Präsident Gustavo Petro unterzeichnete in Havanna mit dem ELN-Kommandanten Antonio Garcia einen Waffenstillstand für zunächst 180 Tage. Ob sich alle lokalen Kommandanten daran hielten, sei laut Einschätzung des Tages-Anzeigers nicht sicher.
Nach dem Angriff auf eine Militärbasis mit zwei Todesopfern im September 2024 erklärte Präsident Petro den Friedensprozess mit der ELN für beendet.